# 瓦納鎮區 (密蘇里州里普利縣)
瓦納鎮區（英語：Varner Township）是位於美國密蘇里州里普利縣的一個行政鎮區。

## 地方資料
瓦納鎮區的面積為62.20平方千米，皆為陸地。根據2020年美國人口普查的數據，當地共有人口398人，而人口密度為每平方千米6.4人。